# Krone Dietikon

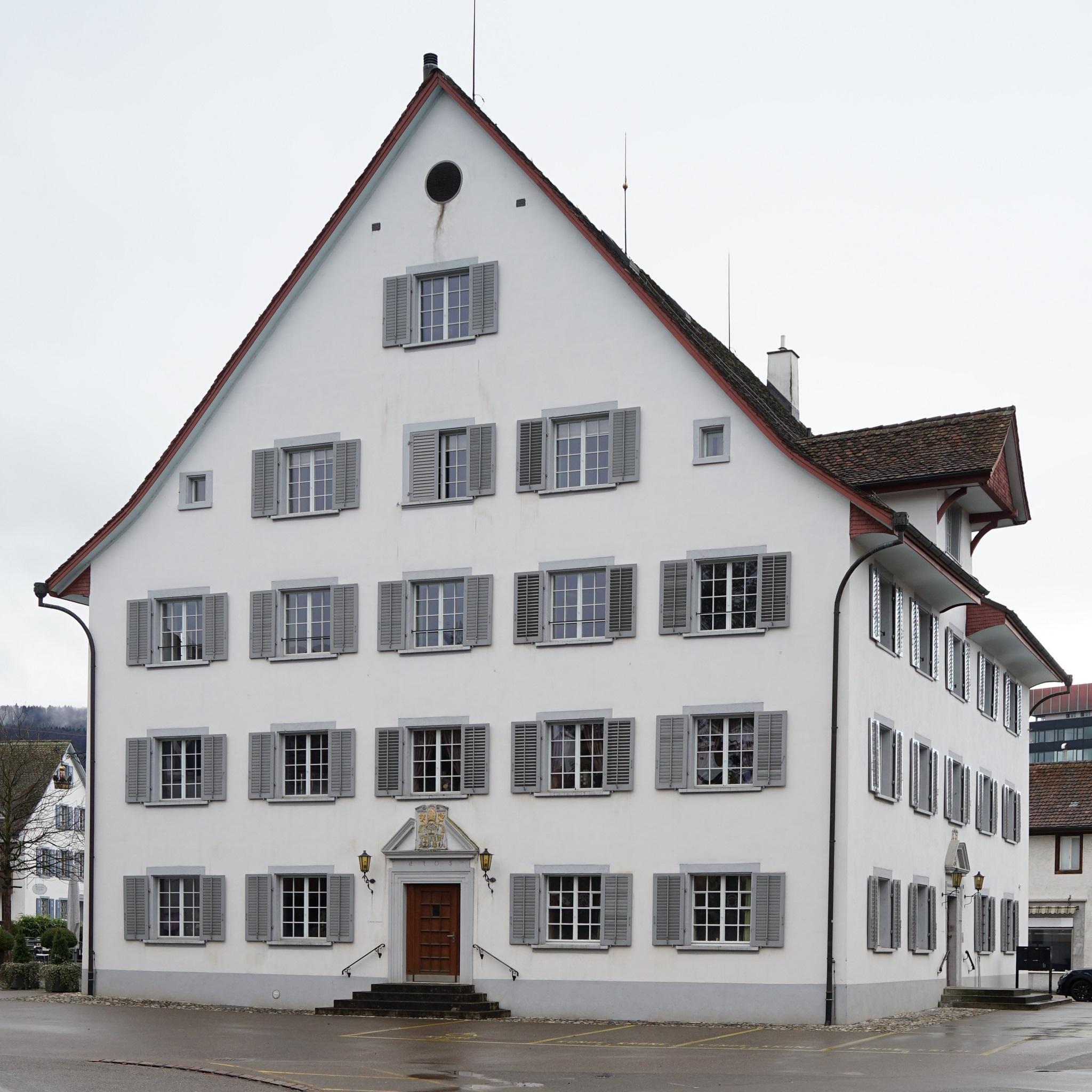
Aussenansicht, 2023

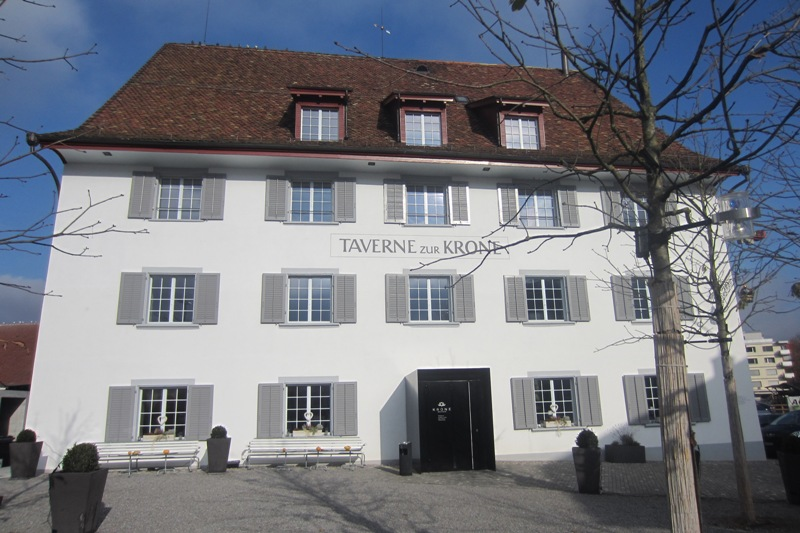
Südseite, 2011

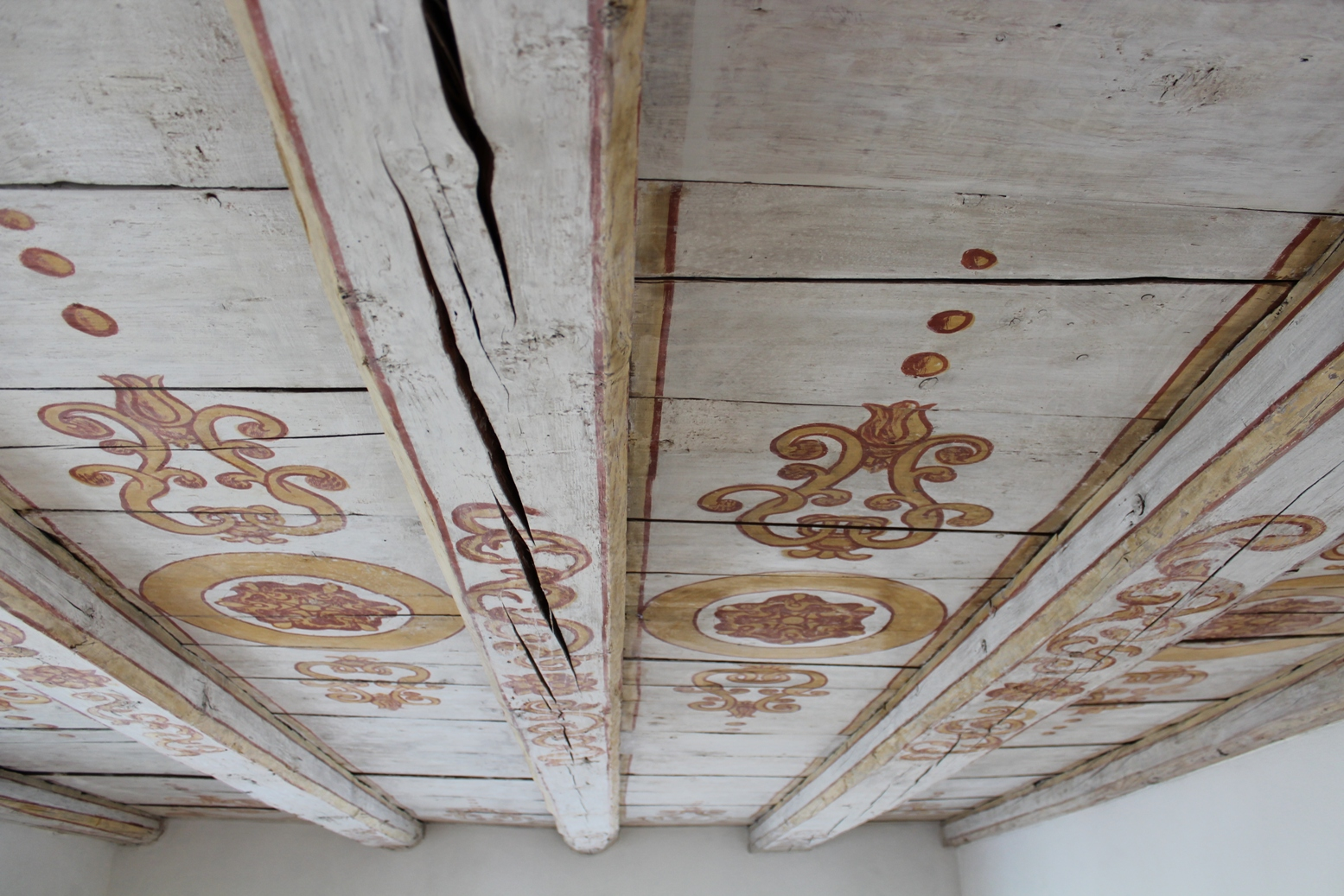
Denkmalgeschütztes Zimmer, dessen Ausbau Riemenböden aus Eichenholz, Fresco-Kalkanstriche und Holzbalkendecke mit sorgfältig restaurierten Malereien beinhaltet

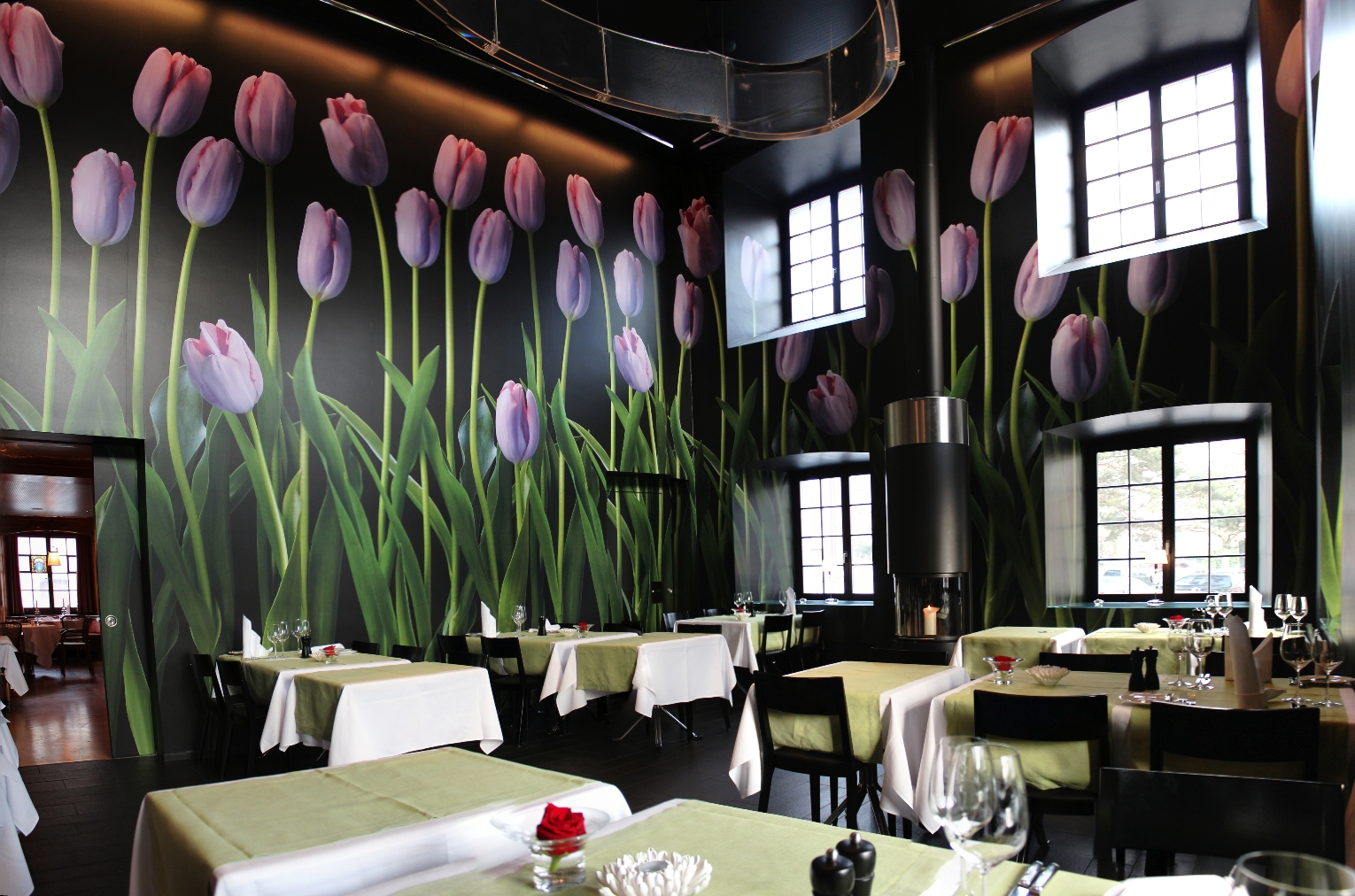
Innenansicht, 2011

Die Krone ist ein 300 Jahre altes denkmalgeschütztes Gebäude am Kronenplatz in Dietikon im Kanton Zürich.

## Geschichte
Der erste Bau wurde 1259 als Taverne erstmals erwähnt und war Eigentum des Klosters Wettingen. Nur einer Taverne war es erlaubt, nebst Trank auch Speisen anzubieten, Gäste zu beherbergen und das typische Gasthaus-Aushängeschild zu führen. Als eine der wenigen Unterkünfte zwischen Baden und Zürich war sie zu Zeiten des Fuhrwerkverkehrs und der Postkutsche gut frequentiert und eine wichtige Einnahmequelle des Klosters. Der zweite Bau wurde 1595 erstellt. Er verfügte über 25 Betten und bestand aus Wirtschaft, Scheune, Speicherkammer, Kraut- und Baumgarten mit Schweineställen. Der Grundstein zum dritten und heutigen Bau wurde im Jahre 1703 gelegt. 1841 wurde das Kloster Wettingen aufgehoben und sein Besitz ging an den Kanton Aargau über. 1843 ersteigerte ein Privatmann den Gasthof. Zwei Jahre später wurde ein Bäckereibetrieb eingerichtet und im Jahre 1954 wurde eine umfangreiche Aussen- und Innenrenovationen durchgeführt. Grössere Fragmente von bemalten Deckenbrettern wurden dabei ausgebaut und angeblich im Schweizerischen Landesmuseum eingelagert.
Am 3. November 1982 stellte die Baudirektion des Kantons Zürich die „Krone“ unter Denkmalschutz. Das Gebäude durfte nicht abgebrochen werden. Veränderungen am Äussern unterlagen der Bewilligungspflicht der kommunalen Baubehörde und waren von der Baudirektion zu genehmigen.
In der Unterschutzstellungsverfügung wurde die Baugruppe der Taverne als ausserordentlich wichtig bezeichnet. Die ehemaligen Stallungen und die Scheune der Taverne gehörten zum Objekt, indem sie seine Erscheinung steigern und selber einen markanten Akzent setzen. Die Bedeutung des Ensembles liegt aber vor allem im Historischen. Der Bau legt bauliches Zeugnis ab über die engen Beziehungen des einflussreichen Klosters Wettingen mit dem Limmattal. Die „Krone“ fällt auch als mächtiger Zeuge des frühbarocken, ländlichen Repräsentationsbaus auf. Der gut proportionierte Baukörper zeigt zwei für ländliche Verhältnisse reich gestaltete Barockportale auf mit den Wappen der Äbte Reuty und Baumgartner sowie des Klosters. In keiner anderen Limmattaler Gemeinde steht ein gleichartiger, historisch so bedeutender Massivbau des 18. Jahrhunderts.
Mit dem Erwerb der Kronenliegenschaften durch die Stadt Dietikon 2005 bot sich der Bürgergemeinde die Gelegenheit, ein historisches Kulturgut zu erwerben und es nicht nur in seiner Substanz, sondern auch in seiner Zweckbestimmung zu erhalten und weiterzuentwickeln.
Das Innere der Krone wurde durch das Zürcher Architekturbüro Tilla Theus und Partner AG neu gestaltet. Der offizielle Baustart war am 26. Mai 2008. Der Restaurationsbetrieb wurde auf das Erd- und Untergeschoss mit Restaurant Café-Bar, Lounge und Gewölbekeller beschränkt. Die Obergeschosse wurden so umgebaut und ausgerüstet, dass repräsentative Büroräume vermietet werden können. In einem der Büroräume liegt ein denkmalgeschütztes Zimmer mit Riemenböden aus Eichenholz, Fresco-Kalkanstriche und Holzbalkendecke mit restaurierten Malereien. Am 10. April 2010 feierte die Stadt 'Tag der offenen Tür' und am 19. April 2010 öffneten sich erneut die Tore der Taverne zur Krone.

### Chronologie
- 1259: Erster Bau als Taverne. Im Eigentum des Klosters Wettingen.
- 1595: Zweiter Bau. Das Gebäude bestand aus Wirtschaft, Scheune, Speicherkammer, Kraut- und Baumgarten mit Schweineställen.
- 1703: Grundstein zum dritten und heutigen Bau
- 1841: Das Kloster Wettingen wurde aufgehoben. Besitz ging zum Kanton Aargau über.
- 1843: Ein Privatmann ersteigert den Gasthof.
- 1845: Ein Bäckereibetrieb wurde eingerichtet.
- 1954: Aussen- und Innenrenovationen
- 1982: Die Baudirektion des Kantons Zürich stellte die „Krone“ unter Denkmalschutz.
- 2005: Erwerb durch die Stadt Dietikon
- 2010: Aussen- und Innenrenovationen